# Düdelsheim

Übersichtskarte von Düdelsheim

Düdelsheim ist der zweitgrößte Stadtteil Büdingens im hessischen Wetteraukreis.

## Geographische Lage
Düdelsheim liegt 5,5 km westlich von Büdingen am Seemenbach. Zur Gemarkung gehört auch der südöstlich von Düdelsheim gelegene Findörfer Hof.

## Geschichte

### Ortsgeschichte
Die älteste erhaltene Erwähnung von Düdelsheim war am 16. August 792 als „Dudilesheim“ im Lorscher Codex. Anlass war die Schenkung eines Hunolt an das Kloster Lorsch. Damit gehört Düdelsheim zu den am frühesten erwähnten Siedlungen in der östlichen Wetterau.
Vermutlich leitet sich der Name von der Besiedlung des Landes durch einen fränkischen Adligen namens Tutilo als „Tutilosheim“ ab. Seit der staufischen Zeit ist mit den Herren von Düdelsheim ein Niederadligengeschlecht fassbar, dass sich nach dem Ort benannte.
- 1602 lebten 74 Untertanen in Düdelsheim.
- 1660 wurden in einem Grenzgang die Düdelsheimer Gemarkungsgrenzen erfasst.[4]
- Bereits im 15. Jahrhundert braute man in Düdelsheim ein gehopftes Bier und betrieb Weinbau. 1695 schrieb Graf Carl August von Ysenburg-Büdingen zu Marienborn an seine Räte in Büdingen über den Düdelsheimer Wein: „Der Wein sei so rauh als er wolle, man muß ihn annehmen, wie ihn Gott gibt.“
- 1722 wanderten die ersten bekannten Düdelsheimer Auswanderer nach Ungarn aus.
- 1766 wanderten 21 Düdelsheimer und 5 Rohrbacher nach Russland aus.
- Im 19. Jahrhundert wurde von Auswanderern nach Brasilien und nach Nordamerika berichtet.
- Ein altes Sprichwort, das noch heute gilt: „Däi Beuringer konne kaan Märt haale, wann mir Dilsemer näit komme.“ (Die Büdinger können keinen Markt halten, wenn wir Düdelsheimer nicht kommen), eine Anspielung auf die Größe des heutigen Büdinger Stadtteils.
- Martin Knaus, vulgo Mühlarzt oder Kartoffel-Müller, war ein Räuber und Mitglied der Wetterauer und Vogelsberger Bande. Er wurde ca. 1772 in Düdelsheim geboren.

Hessische Gebietsreform (1970–1977)
Im Zuge der Gebietsreform in Hessen wurde die Gemeinde Düdelsheim zum 1. August 1972 kraft Landesgesetzes in die Stadt Büdingen eingegliedert, da ein freiwilliger Grenzänderungsvertrag nicht zustande kam. Für Düdelsheim wurde ein Ortsbezirk errichtet.

### Verwaltungsgeschichte im Überblick
Die folgende Liste zeigt die Staaten und Verwaltungseinheiten, denen Düdelsheim angehört(e):
- 792: Frankenreich, Wettereiba (in pago Wettereiba)
- vor 1806: Heiliges Römisches Reich, Grafschaft Isenburg-Büdingen, Amt Büdingen
- ab 1806: Fürstentum Isenburg (Rheinbund),[Anm. 2] Amt Büdingen
- ab 1813: Generalgouvernement Frankfurt,[Anm. 3] Amt Büdingen
- ab 1815: Kaisertum Österreich,[Anm. 4] Amt Büdingen
- ab 1816: Großherzogtum Hessen (Souveränitätslande),[Anm. 5] Provinz Oberhessen, Amt Büdingen[11] (zur Standesherrschaft Isenburg gehörig)
- ab 1822: Großherzogtum Hessen, Provinz Oberhessen, Landratsbezirk Büdingen[12][Anm. 6]
- ab 1848: Großherzogtum Hessen, Regierungsbezirk Nidda
- ab 1852: Großherzogtum Hessen, Provinz Oberhessen, Kreis Büdingen
- ab 1867: Norddeutscher Bund,[Anm. 7]  Großherzogtum Hessen, Provinz Oberhessen, Kreis Büdingen
- ab 1871: Deutsches Reich, Großherzogtum Hessen, Provinz Oberhessen, Kreis Büdingen
- ab 1918: Deutsches Reich,[Anm. 8] Volksstaat Hessen, Provinz Oberhessen, Kreis Büdingen
- ab 1938: Deutsches Reich, Volksstaat Hessen, Landkreis Büdingen[13][Anm. 9]
- ab 1945: Amerikanische Besatzungszone, Groß-Hessen,[Anm. 10] Regierungsbezirk Darmstadt, Landkreis Büdingen
- ab 1946: Amerikanische Besatzungszone, Land Hessen, Regierungsbezirk Darmstadt, Landkreis Büdingen
- ab 1949: Bundesrepublik Deutschland, Land Hessen, Regierungsbezirk Darmstadt, Landkreis Büdingen
- ab 1972: Bundesrepublik Deutschland, Land Hessen, Regierungsbezirk Darmstadt, Wetteraukreis, Stadt Büdingen

## Bevölkerung
Einwohnerstruktur 2011
Nach den Erhebungen des Zensus 2011 lebten am Stichtag dem 9. Mai 2011 in Düdelsheim 2697 Einwohner. Darunter waren 234 (8,7 %) Ausländer.
Nach dem Lebensalter waren 495 Einwohner unter 18 Jahren, 1194 zwischen 18 und 49, 582 zwischen 50 und 64 und 486 Einwohner waren älter.
Die Einwohner lebten in 1140 Haushalten. Davon waren 348 Singlehaushalte, 291 Paare ohne Kinder und 345 Paare mit Kindern, sowie 126 Alleinerziehende und 30 Wohngemeinschaften. In 192 Haushalten lebten ausschließlich Senioren und in 851 Haushaltungen lebten keine Senioren.
Einwohnerentwicklung
| Düdelsheim: Einwohnerzahlen von 1834 bis 2024 | Düdelsheim: Einwohnerzahlen von 1834 bis 2024 | Düdelsheim: Einwohnerzahlen von 1834 bis 2024 | Düdelsheim: Einwohnerzahlen von 1834 bis 2024 | Düdelsheim: Einwohnerzahlen von 1834 bis 2024 |
| --- | --------------------------------------------- | --------------------------------------------- | --------------------------------------------- | --------------------------------------------- |
| Jahr |                                               |                                               |                                               | Einwohner                                     |
| 1834 | 1834                                          |                                               | 1.256                                         | 1.256                                         |
| 1840 | 1840                                          |                                               | 1.355                                         | 1.355                                         |
| 1846 | 1846                                          |                                               | 1.273                                         | 1.273                                         |
| 1852 | 1852                                          |                                               | 1.297                                         | 1.297                                         |
| 1858 | 1858                                          |                                               | 1.319                                         | 1.319                                         |
| 1864 | 1864                                          |                                               | 1.161                                         | 1.161                                         |
| 1871 | 1871                                          |                                               | 1.144                                         | 1.144                                         |
| 1875 | 1875                                          |                                               | 1.173                                         | 1.173                                         |
| 1885 | 1885                                          |                                               | 1.173                                         | 1.173                                         |
| 1895 | 1895                                          |                                               | 1.216                                         | 1.216                                         |
| 1905 | 1905                                          |                                               | 1.371                                         | 1.371                                         |
| 1910 | 1910                                          |                                               | 1.347                                         | 1.347                                         |
| 1925 | 1925                                          |                                               | 1.424                                         | 1.424                                         |
| 1939 | 1939                                          |                                               | 1.465                                         | 1.465                                         |
| 1946 | 1946                                          |                                               | 2.161                                         | 2.161                                         |
| 1950 | 1950                                          |                                               | 2.198                                         | 2.198                                         |
| 1956 | 1956                                          |                                               | 2.016                                         | 2.016                                         |
| 1961 | 1961                                          |                                               | 2.017                                         | 2.017                                         |
| 1967 | 1967                                          |                                               | 2.042                                         | 2.042                                         |
| 1970 | 1970                                          |                                               | 2.097                                         | 2.097                                         |
| 1990 | 1990                                          |                                               | 2.302                                         | 2.302                                         |
| 2000 | 2000                                          |                                               | 2.777                                         | 2.777                                         |
| 2011 | 2011                                          |                                               | 2.697                                         | 2.697                                         |
| 2014 | 2014                                          |                                               | 2.689                                         | 2.689                                         |
| 2020 | 2020                                          |                                               | 2.681                                         | 2.681                                         |
| 2022 | 2022                                          |                                               | 2.685                                         | 2.685                                         |
| 2024 | 2024                                          |                                               | 2.644                                         | 2.644                                         |
| Datenquelle: Historisches Gemeindeverzeichnis für Hessen: Die Bevölkerung der Gemeinden 1834 bis 1967. Wiesbaden: Hessisches Statistisches Landesamt, 1968. Weitere Quellen: LAGIS; Nach 1970: Stadt Büdingen; Zensus 2011 |                                               |                                               |                                               |                                               |

Historische Religionszugehörigkeit
| • 1961: | 1738 evangelische (= 89,17 %), 243 katholische (= 12,05 %) Einwohner |

## Politik

### Ortsbeirat
Für Düdelsheim besteht ein Ortsbezirk (Gebiete der ehemaligen Gemeinde Düdelsheim) mit Ortsbeirat und Ortsvorsteher nach der Hessischen Gemeindeordnung.
Der Ortsbeirat besteht aus sieben Mitgliedern. Bei den Kommunalwahlen in Hessen 2021 betrug die Wahlbeteiligung zum Ortsbeirat 52,52 %. Dabei wurden gewählt: fünf Mitglieder der CDU und je ein Mitglied der SPD und der „Freien Wählergemeinschaft Büdingen“. Der Ortsbeirat wählte Ramon Franke (CDU) zum Ortsvorsteher.

### Ortsvorsteher
| Jahr        | Ortsvorsteher   |
| ----------- | --------------- |
| 1972–1981   | Helmuth Knaf    |
| 1981–1985   | Helmut Rabel    |
| 1985–1989   | Helmuth Knaf    |
| 1989–1993   | Gerhard Steiner |
| 1993–1998   | Dieter Hartig   |
| 1999–2006   | Hermann Zinn    |
| 2006–2021   | Robert Preußer  |
| 2021 – dato | Ramon Franke    |

### Wappen
Am 29. Februar 1968 wurde der Gemeinde Düdelsheim im damaligen Landkreis Büdingen ein Wappen mit folgender Blasonierung verliehen: In schwarzem Schild ein goldener Schräglinks-Wellenbalken, beseitet von je einem stilisierten goldgekrönten und rotbezungten silbernem Löwenkopf.
Das Wappen soll die beiden Ortsteile – Dilsem und Iwwerdorf – darstellen, die durch den Seemenbach getrennt sind.

## Religion

### Jüdische Gemeinde
Erstmals wurde ein jüdischer Einwohner Düdelsheim am Ende des 16. Jahrhunderts erwähnt. Ein Betsaal in einem jüdischen Privathaus lässt sich seit 1722 nachweisen. 1860/61 wurde in Düdelsheim eine Synagoge errichtet, bei deren Bau auch der evangelische Pfarrer und die christlichen Mitbürger mithalfen. Die jüdische Gemeinde verfügte auch über eine Religionsschule, ein rituelles Bad und zwei Friedhöfe, den alten und den neuen.
1905 schlossen sich die Juden aus dem benachbarten Rohrbach der Gemeinde an.
Während des Pogroms vom 9. November 1938 wurde die Synagoge von SA-Männern verwüstet und ausgeraubt. Das Mobiliar verbrannte man unter großer Beteiligung auf einer Wiese. Jüdische Einwohner wurden auf übelste Weise verhöhnt.
Das Gebäude wurde nach 1950 abgerissen.

### Christliche Gemeinden

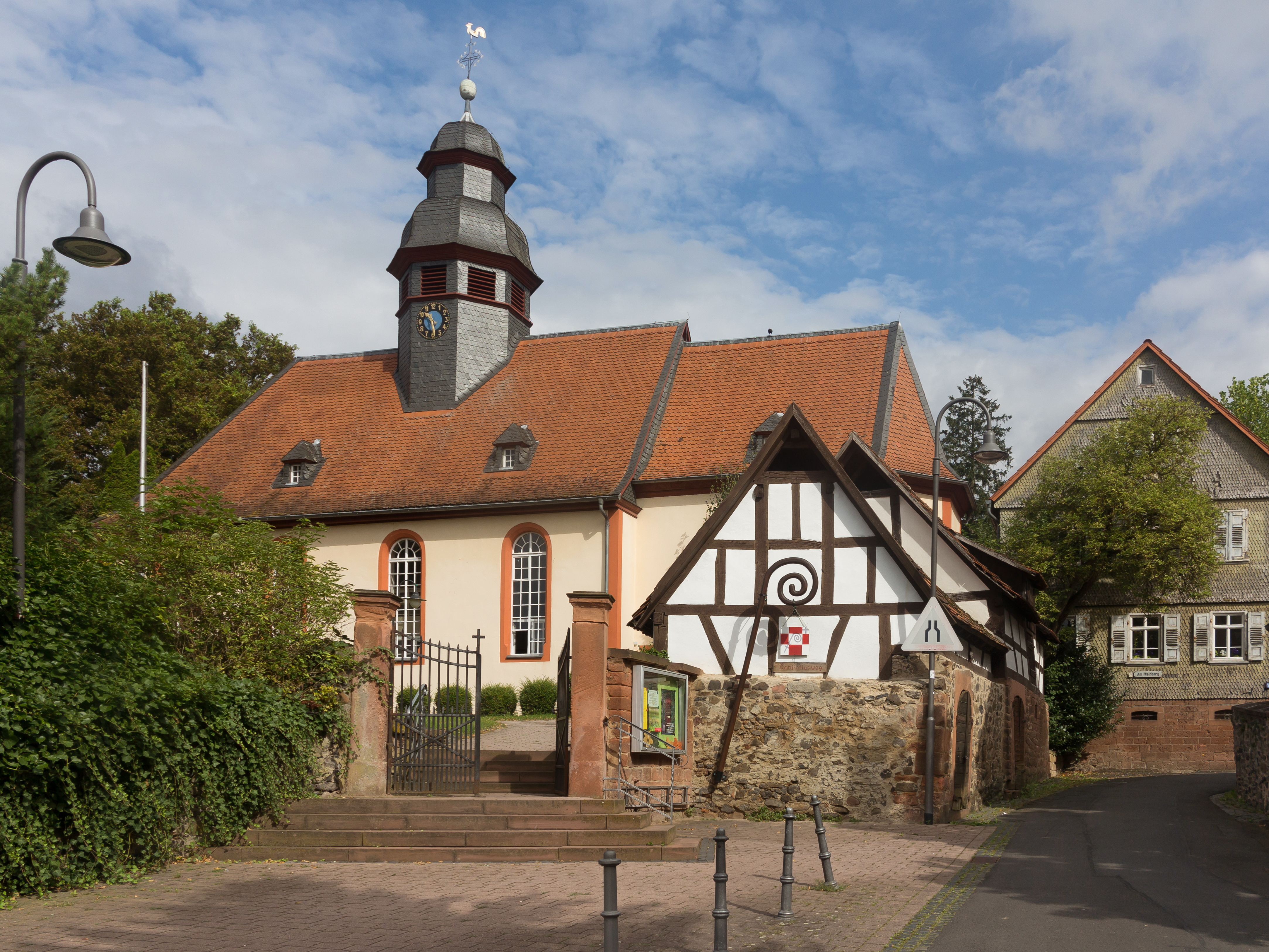
Düdelsheim, die evangelische Kirche

Das traditionell evangelisch geprägte Düdelsheim hat eine eigene evangelische Kirchengemeinde, die zum Dekanat Büdingen der Evangelischen Kirche in Hessen und Nassau gehört. Das Kirchengebäude mit dem hohen dachreiterartigen und schieferverkleideten achteckigen Zwiebelturm liegt in der Ortsmitte.
Die katholische Kirche St. Josef, die sich ebenfalls in der Ortsmitte befindet, gehört mittlerweile zur katholischen St. Bonifatius-Gemeinde in Büdingen. Das von außen recht unscheinbare Kirchengebäude ist 1953 aus einer ehemaligen Lkw-Garage entstanden.

## Kultur und Sehenswürdigkeiten

### Werkstattgemeinschaft der Keramik-Künstler
Seit 1956 besteht in Düdelsheim eine Werkstattgemeinschaft mehrerer Keramik-Künstler, die die Entwicklung der Keramik in Deutschland entscheidend geprägt haben und seit Jahrzehnten auch international sehr renommiert sind: Beate Kuhn (* 1927 in Düsseldorf), Karl Scheid (* 1929 in Lengfeld (Odenwald)) und, seit 1959, auch dessen Frau Ursula Scheid (1932–2008). In letzter Zeit ist auch der Sohn von Karl und Ursula Scheid, Sebastian Scheid, mit eigenen Arbeiten hervorgetreten. Außerdem gehört noch der Holzbildhauer Bernhard Vogler zur Gemeinschaft. 2006 wurde das 50-jährige Bestehen der Düdelsheimer Werkstattgemeinschaft mit einem großen Fest gefeiert. 2007 wurden Beate Kuhn zu ihrem 80. Geburtstag diverse Ausstellungen gewidmet (u. a. in der Stiftung Keramion in Frechen bei Köln). Alle Künstler wohnen und arbeiten im Zentrum von Düdelsheim.

### Düdelsheimer Markt

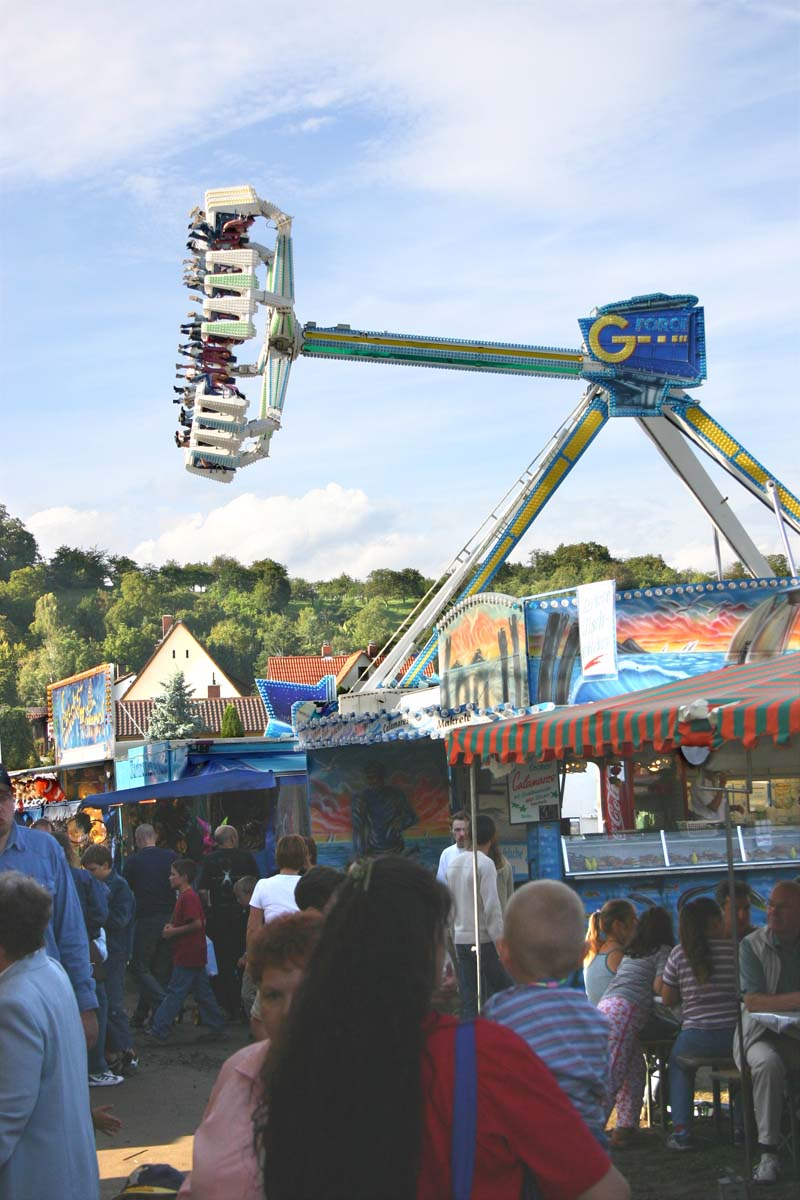
Düdelsheimer Markt 2004

Die wichtigste Veranstaltung des Jahres ist der Düdelsheimer Markt (Dilsemer Määrt). Er findet jährlich jeweils am letzten August-Wochenende statt (Freitag bis Montag) und zählt zu den größten Veranstaltungen dieser Art in der Umgebung. Neben einem großen Festzelt erwartet die Besucher alljährlich ein großer Krammarkt sowie Fahrgeschäfte und Vergnügungsstände. Jeweils freitags findet ein Fußballspiel des SV Phönix Düdelsheim 1919 e. V. statt, samstags um 22 Uhr ein großes Feuerwerk.
Im Jahr 2023 fand der Düdelsheimer Markt zum 240. Mal statt.

### Wanderwege
Düdelsheim liegt an der Bonifatius-Route, einem 172 km langen Pilger- und Wanderweg, der von Mainz nach Fulda verläuft. Er führt von Himbach kommend auf den nördlich von Düdelsheim gelegenen 189,2 m hohen Weinberg, wegen seiner Basaltfelsen auch Die Steinern genannt, und weiter nach Glauberg. Neben dem Weg befindet sich ein früher auf dem Glauberg stehender, zwischenzeitlich erweiterter Aussichtsturm aus Holz, welcher der Keltenwelt am Glauberg weichen musste.
Am Rande des Düdelsheimer Hochwalds, südlich-westlich der Ortschaft, befindet sich der überregional bekannte Düdelsheimer Märchenwald. Rund um den 350 Meter langen Märchenpfad mit geschnitzten Märchenfiguren aus Holz und  dem Goldbörnchen, aus dem frisches Quellwasser fließt, führen verschieden lange Routen für Spaziergänger und Wanderer.

## Kulturdenkmäler
Siehe: Liste der Kulturdenkmäler in Düdelsheim

## Verkehr
Direkt durch Düdelsheim verläuft die B 521 in Richtung Frankfurt. Die Anschlussstelle Altenstadt (A 45) ist 5 km, die Anschlussstelle Gründau-Lieblos (A 66) 17 km entfernt. Die nächsten regionalen Bahnanschlüsse befinden sich in Büches (Bahnlinie 46: Gießen / Gelnhausen) sowie in Lindheim (Bahnlinie 34: Glauburg-Stockheim – Bad Vilbel – Frankfurt) in jeweils 3 km Entfernung. Dabei trägt der Haltepunkt in Büches den Namen Büches-Düdelsheim. Durch Düdelsheim verlaufen verschiedene Lokalbuslinien nach Büdingen, Limeshain, Altenstadt sowie Bad Nauheim über die Kreisstadt Friedberg.

## Persönlichkeiten

### Ehrenbürger
- 1946: Hirsch, praktischer Arzt
- 1956: August Schatt, Juwelier und Schmuckfabrikant
- 1956: Otto Bepler (* 2. Mai 1880 in Wetzlar; † 7. Januar 1962), praktischer Arzt
- 2014: Siegfried Müller (* 5. September 1935 in Herne; † 24. Dezember 2024), Gewerkschafter, Sozialdemokrat und Mitbegründer von ProAsyl

### Straßennamen nach Persönlichkeiten
- Otto-Bepler-Straße – (* 2. Mai 1880 in Wetzlar; † 7. Januar 1962), Arzt
- Geyer-Gäßchen: Wohnplatz der Familien Geyer, Name seit alters her
- Wilhelm-Leuschner-Straße – (* 15. Juni 1890 in Bayreuth; † 29. September 1944 in Berlin-Plötzensee) war ein deutscher Gewerkschafter und sozialdemokratischer Politiker, der gegen den Nationalsozialismus kämpfte, Hingerichtet